# جاك تريغر
جاك تريغر (10 مارس 1801 - 16 ديسمبر 1867) كان جيولوجيًا فرنسيًا اخترع «عملية تريغر» للحفر في الأرض المشبعة بالمياه باستخدام غواص مضغوط.
كان تريغر أيضًا نائب مدير عمليات تعدين الفحم في Chalonnes-sur-Loire (مان ولوار).